# Can Barceló (Santa Maria de Palautordera)
Can Barceló és una masia de Santa Maria de Palautordera (Vallès Oriental) inclosa a l'Inventari del Patrimoni Arquitectònic de Catalunya.

## Descripció
Masia de planta rectangular, tipus basilical. Consta de planta baixa i un pis, el cos central té un altre pis. La coberta és a dues vessants. La façana és de composició simètrica, té una portalada de pedra amb dovelles, unes finestres petites de pedra amb arcs plans. La façana està arrebossada, tot i que aquest arrebossat està una mica malmès.

## Història
Aquesta masia és de les més antigues. La seva estructura no és molt corrent però encara se'n conserven algunes. Fou restaurada l'any 1926 tal com indica una placa situada sobre la finestra del primer pis.